# El misterio del Trinidad
El misterio del Trinidad és una coproducció hispanomexicana del director mexicà José Luis García Agraz estrenada en 2003. Va obtenir el Premi Ariel a la millor pel·lícula i fou nominada al Goya a la millor pel·lícula estrangera de parla hispana.

## Sinopsi
Juan (Eduardo Palomo), era un fill fora del matrimoni del seu pare, qui li ha heretat un vaixell que li servia per a buscar un galeón espanyol del segle xviii que el tenia obsessionat. Els hereus naturals del difunt impugnen el testament però Juan, a més de fer-los front emprèn la cerca del vaixell enfonsat.

## Repartiment
- Eduardo Palomo
- Rebecca Jones
- Guillermo Gil
- Alejandro Parodi
- Regina Blandón
- Gerardo Taracena
- Eduardo Casab
- Dagoberto Gama
- Jorge Zárate
- Miguel Couturier
- Lisa Owen